# Tachia guianensis
Tachia guianensis là một loài thực vật có hoa trong họ Long đởm. Loài này được Aubl. miêu tả khoa học đầu tiên năm 1775.